# Yehuda Meir Shapira
Yehuda Meir Shapira (sau Meir Shapiro, în ebraică și idiș: יהודה מאיר שפירא, în polonă: Majer Jehuda Szapira sau  Meir Szapiro,3 martie (7 Adar) 1887 Suceava - 27 octombrie (7 Heshvan) 1933 Łódź) a fost un rabin hasidic polonez, originar din Bucovina, teolog,pedagog și politician, conducător de ieșiva, numit la vremea sa și „Lubliner Rebbe” sau „Lubliner Rov” (Rabinul din Lublin). Rabinul Shapira a fost unul din conducătorii mișcării politice tradiționaliste evreiești Agudat Israel, și a fost ales deputat în Parlamentul (Seimul) Poloniei în anii 1922-1927.
A fost cunoscut pentru editarea programului de studiu „Daf Yomi”, al învățării zilnice a unei pagini din Talmudul babilonean (1923),idee pe care a lansat -o la primul congres mondial al organizației ultraortodoxe evreiești Agudat Israel la Viena la 23 august 1923. Primul ciclu al învățării paginii zilnice a început la Roș Hașana Anul nou evreiesc 5684 . 
Rabinul Yehuda Meir Shapira a fost cunoscut și ca întemeietor al ieșivei Hahmey Lublin în anul 1930.  

## Anii de copilărie și tinerețe
Yehuda Meir Shapira s-a născut în 1887 la Suceava, Bucovina, în vremea aceea parte a Imperiului Austro-Ungar într-o familie de evrei foarte evlavioși. Tatăl său era rabinul Yacov Shimshon Shapira, unul din descendenții rabinului Pinhas Shapira din Korec. Mama sa, Margalit, urmașă a unui vestit învățat evreu din Franța medievală, (Itzhak Behor Shor), era fiica rabinului Shmuel Itzhak Shor, rabin vestit și el între evreii din Galiția, autor de response rabinice denumite „Minhat Shay”, de la care Yehuda Meir a apucat să învețe un timp în copilărie. De copil el s-a evidențiat la învățătură, într-atât încăt i s-a zis „copilul minune”  „din Suceava” („Shotzer Iluy”).   
Foarte tânăr deja a primit autorizația de rabin de la bunicul său din partea mamei, precum și de la rabinii Avraham Steinberg din Brodî și Meir Arik. La 14 ani avea permisiunea de a preda Tora. Când bunica sa din partea mamei a devenit văduvă, ea s-a remăritat cu rabinul Shalom Mordehai Shvadron din Berejanî,care de asemenea i-a fost dascăl tânărului Meir Shapira.
În cele din urmă Shapira a devenit un hasid entuziast al țadikului Israel Friedman din Czortkow, pe care l-a cunoscut prin intermediul bunicului său.
După ce s-a însurat cu Malka Tova, fiica rabinului Yacov David Breitman, rabinul Shapira s-a mutat la Ternopol în Ucraina și a continuat să studieze, fiind întreținut de socrul său. În acea vreme el a întemeiat o asociație denumită „Tiferet Hadat” (Splendoarea religiei) care avea menirea de contribuie la perfecționarea vieții religioase a evreilor din Ternopol.

## Rabin la Hlyniany

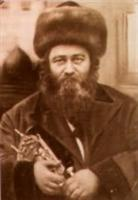
Rabinul Yehuda Meir Shapira, în îmbrăcăminte festivă hasidică

Cel dintâi post rabinic l-a avut in 1911 ca rabin al târgușorului Hlinyany, denumit de evreii majoritari în localitate - Galina. Shapira a păstorit acolo vreme de zece ani, înființând și o ieșiva numită Bney Tora, a cărei construcție a început în 1920, sub administrația polonă. Ieșiva cuprindea o școală Talmud Tora, un seminar de rabini și profesori de materii religioase iudaice, precum și o cantină pentru copii orfani. La un etaj al ieșivei a deschis un atelier pentru lecții de lucru manual. Bugetul ieșivei a ajuns la circa 500,000 mărci și ea a servit de prototip pentru ieșiva pe care Shapira avea să o întemeieze la Lublin.

## La Sanok
În 1920 rabinul Shapira a respins o propunere de a deveni rabin la Varșovia, însă după un timp a consimțit să preia rabinatul orașului galițian Sanok, unde credea ca poate contribui la prezervarea culturii tradiționale evreiești care părea în primejdie.
Ca și în comunitatea din Hlyniany, rabinul a găsit numeroase lacune în problemele respectării prescriptiilor religioase, ca de pildă în alimentația rituală, tăierea rituală a animalelor (Shhitá}, funcționarea băilor rituale și a procedurilor de eiruv  și a căutat să le corecteze. De asemenea, a înființat și aici o școală de Talmud Tora, la care au învățat 250 elevi.  El a transferat în cele din urmă ieșiva din Hlyniany la Sanok, și a editat acolo o antologie numită „Eshkol” (Ciorchine) cuprinzând contribuții originale ale celor mai buni elevi ai ieșivei. La Sanok rabinul Shapira a trăit și lucrat vreme de trei ani, iar când a plecat a lăsat o comunitate organizată exemplar.

## În Seimul polonez
În anul 1922 rabinul a fost ales în Seimul Republicii Polone de curând renăscută, ca deputat din partea partidului ultrareligios evreiesc „Agudat Israel”, funcție pe care a îndeplinit+o până în anul 1927.În acelaș timp a fost un timp președintele acestui partid în Polonia. Împreuna cu rabinii Aharon Lewin si Zalman Sorockin, a fost membru în comisia Ministerului Cultelor al Poloniei care aproba numirile de rabini pe teritoriul statului polonez.

## Daf yomí - Pagina zilei
In ziua de 21 august 1923 (9 Elul 5683) în cursul celui dintâi congres mondial Haknessiá Hagdolá al mișcării Agudat Israel la Viena, rabinul Shapira a luat cuvântul și a propus generalizarea obiceiului de a citi zilnic în întreaga lume aceeaș pagină de Talmud.
„Dacă toată casa lui Israel, în orice loc în lume,va învăța în aceeasi zi aceeaș pagină din Gemará, va fi aceasta o expresie concreta a unirii supreme dintre Dumnezeu, Tora și Israel... Când un evreu va călători cu Tratatul Brahot la subsuori, pentru două săptămâni, din Țara lui Israel în Statele Unite,.. cand va ajunge în sfârșit în Statele Unite și va intra acolo într-un Beit Midrash, va găsi evrei care învață exact aceeași pagină peste care s-a aplecat și el si  li se va alătura cu bucurie, și va dezbate cu cei de față întrebări și răspunsuri în jurul ei. iar numele Celui de sus va fi sfințit și preamărit”.       
Primul ciclu de citire a paginii zilei din Talmudul babilonean a început în noaptea de Anul Nou 5684, dar multi nu au îndrăznit să se alăture inițiativei până ce nu au primit apelul încurajator al rabinului din Gur. De atunci s-a răspândit obiceiul în întreaga lume evreiască practicantă până în zilele noastre.

## Piotrkow și Lublin

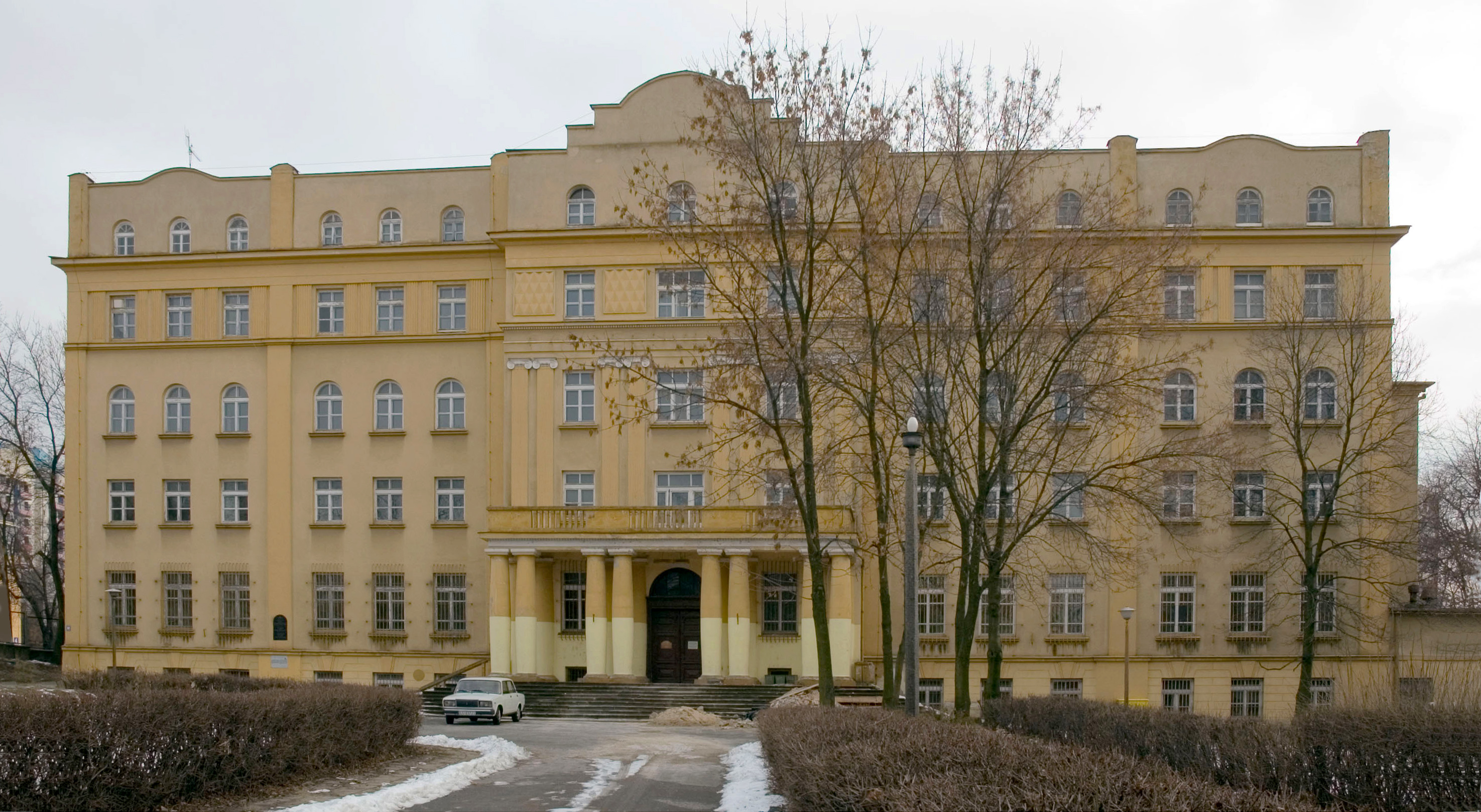
Ieşiva Hahmey Lublin, in anul 2010

În 1924 rabinul Shapira a fost numit rabin al orașului Piotrkow. Acolo el a editat cartea sa de response rabinice Or Hameir, care contine și schimburi de scrisori în domeniul legii religioase iudaice între el și renumiți rabini ai epocii, ca Hafetz Haim, rabinul Meir Arik, admorul din Ostrovce și alții.
Într-una din preumblările sale prin orașul Lublin pe strada Lowertowska 57, rabinului i-a venit ideea de a-și împlini vechiul vis de a înălța aici o ieșivă nouă. Proprietarul terenului viran întins pe care îl zărise, care era unul din fruntașii orașulului, un evreu pe nume Shmuel Eichenbaum, a consimțit să-i ofere terenul gratuit. In acel loc a luat ființă ieșiva „Hahmei Lublin” (Întelepții Lublinului). Ținând minte condițiile foarte precare în care trăiau elevii de ieșiva din vremea sa, lipsiți de condiții omenești de cazare, mâncare și încălzire, și care trebuiau sa apeleze la bunăvoința locuitorilor, rabinul a hotărât ca ieșiva pe care o va înființa nu va accepta acest sacrilegiu, ci va oferi toate condițiile necesare pentru un trai decent în anii de învățătură. Inaugurarea pietrei de temelie a clădirii a avut loc de sărbătoarea de Lag Baomer 1924 în prezența admorilor din Czortkow și din Gur. 
Apoi rabinul a plecat in Statele Unite si Canada în scopul de a aduna donații pentru întemeierea ieșivei. 
De asemenea el a cutreierat prin numeroase ieșive in lungul și în latul Poloniei și Lituaniei pentru a învăța modurile de organizare a invatamantului și a concepe un program de studii adecvat.   
Iesiva Hahmey Lublin s-a deschis în anul 1930 în 24-25 iunie, în prezența a 20,000 de evrei veniți din toate colțurile Poloniei. Odată cu aceasta, rabinul Shapira s-a mutat la Lublin devenind rabinul orașului.
Rabinul Yehuda Meir Shapira a murit la 45 ani în 1933, de tifos, la Lodz, în vreme ce se afla acolo pentru a negocia cu comunitatea evreiască ortodoxă din oraș asupra angajării sale acolo în schimbul acoperirii datoriilor ieșivei din Lublin.
El și soția sa nu au avut copii. A fost înmormântat la Lublin. Cimitirul evreiesc a fost distrus în mare parte de către naziști la sfârșitul celui de al Doilea Război mondial, dar mormântul său a fost găsit intact.
Ieșiva sa, închisă de naziști, și a cărei bibliotecă de 20,000 volume a fost incendiată de ei în public în acompaniament de fanfară, a fost redată micii comunitătii evreiești suprviețuitoare în anul 2004. În orașul Bnei Brak din Israel, un discipol al ieșivei rabinului Shapira, rabinul Shmuel Halevi Wosner a înființat o ieșivă cu acelaș nume.

## Sistemul său de predare
Rabinul Shapira era un admirator al lui Maiominide. În plus el a dat o mare însemnatate învățării părții din Talmud consacrate cultului în Templul din Ierusalim.(Seder Kodashim). Ieșiva pe care a înființat-o avea menirea in de a crește noi generații de rabini, ordonați, siguri pe ei, erudiți în Talmud și Halaha. Rabinul Shmuel din Zlychow, care era supraveghetorul alimentației rituale în ieșivă, nu era de acord cu sistemul introdus de rabinul Shapira, considerând că nu se accentua destul disciplina învățăturii în sine și că trebuia acordat un mai mare loc literaturii religioase hasidice.

## Cărți
- מרגניתא דרבי מאיר - Marganita derabbi Meir - comentariu la Talmud-Shas
- הערות על הש"ס ורמב"ם Hearot al haShas veal ha Rambam - Reflecții asupra Mishnei si scrierilor lui Maimonide
- אמרי דעת Imrei Daat - antologie a înnoirilor în Halaha și Agada, carte pierdută în al doilea război mondial

## In memoriam
- În septembrie 1958 fratele său a reușit să transfere osemintele sale la cimitirul de pe colina Har Hamenuhot din Ierusalim.
- Îi poartă numele cartierul „Zihron Meir” („Amintirea lui Meir”) din orașul israelian Bnei Brak.

O soră a sa, Rahel Liquernik, a fost soacra activistului sionist și politicianului israelian Yitzhak Artzi și bunica din partea mamei a cantautorului israelian Shlomo Artzi.